# Myron van Brederode
Myron van Brederode (Hoofddorp, 6 juli 2003) is een Nederlands voetballer die als aanvaller bij AZ onder contract staat. Anno 2025 speelt hij op huurbasis voor Fortuna Düsseldorf.

## Carrière
Myron van Brederode speelde in de jeugd van SV Overbos en AFC. Sinds 2016 speelt hij in de jeugd van AZ, waar hij in 2019 een contract tot medio 2022 tekende. Hij debuteerde in het betaald voetbal voor Jong AZ op 23 oktober 2020, in de met 3-0 verloren uitwedstrijd tegen FC Eindhoven. Hij kwam in de 78e minuut in het veld voor Richonell Margaret.

### Statistieken
| Seizoen                    | Club           | Land           | Competitie     | Competitie | Competitie | Beker | Beker | Internationaal | Internationaal | Totaal | Totaal |
| Seizoen                    | Club           | Land           | Competitie     | Wed.       | Dlp.       | Wed.  | Dlp.  | Wed.           | Dlp.           | Wed.   | Dlp.   |
| -------------------------- | -------------- | -------------- | -------------- | ---------- | ---------- | ----- | ----- | -------------- | -------------- | ------ | ------ |
| 2020/21                    | Jong AZ        | Nederland      | Eerste divisie | 1          | 0          | –     | –     | –              | –              | 1      | 0      |
| 2021/22                    | Jong AZ        | Nederland      | Eerste divisie | 11         | 1          | –     | –     | –              | –              | 11     | 1      |
| 2022/23                    | Jong AZ        | Nederland      | Eerste divisie | 6          | 0          | –     | –     | –              | –              | 6      | 0      |
| 2021/22                    | AZ             | Nederland      | Eredivisie     | 1          | 0          | 0     | 0     | –              | –              | 1      | 0      |
| 2022/23                    | AZ             | Nederland      | Eredivisie     | 25         | 4          | 1     | 0     | 17             | 1              | 43     | 5      |
| Carrièretotaal             | Carrièretotaal | Carrièretotaal | Carrièretotaal | 44         | 5          | 1     | 0     | 17             | 1              | 62     | 6      |
| Bijgewerkt op 19 juli 2023 |                |                |                |            |            |       |       |                |                |        |        |